# Luise Gottsched
Luise Adelgunde Victoria Gottsched, Kulmus de soltera, (11 de abril de 1713, Dantzig-26 de junio de 1762, Leipzig) era una escritora, poetisa, editora y traductora alemana. Primero como escritora fantasma de su esposo Johann Christoph para ir siendo más independiente. Está considerada como una de las escritoras más importantes de Alemania.

## Biografía
Nació el 11 de abril de 1713 en Danzig, actual Gdańsk, hija de un médico y sobrina del anatomista Johann Adam Kulmus. Recibió a una edad temprana lecciones de francés, inglés y griego, así como clases de piano y laúd. En la adolescencia ya componía piezas musicales y escribía poemas.
A la edad de 16 años conoció a Johann Christoph Gottsched, con quien se casó tras la muerte de sus padres a la edad de veintidós años. El matrimonio se mudó a Leipzig debido a que Johann obtuvo un puesto de profesor de Lógica y Metafísica.
En Leipzig se dedicó a estudiar alemán estándar obligatoria y la reforma escénica basada en el modelo francés. Aprendió latín, recibió clases de música y escuchó conferencias sobre filosofía, retórica, poética, estilística. Además trabajó como secretaria y asistente de su marido que en ese momento tenía, junto con Christian Wolff, una gran influencia en el panorama científico y literario. En un inicio Luise estuvo a la sombra de él, pero comenzó a hacerse popular gracias a las publicaciones. Tras unos años se pudo ver el papel que Luise tenía en la vida laboral de su marido al que le hizo la correspondencia, construyó la biblioteca, copió documentos y ayudó en las traducciones de libros y revistas de otros países europeos como escritora fantasma. También realizó varias investigaciones y escribió numerosos artículos y estudios.
Se convirtió en una figura literaria gracias a sus traducciones científicas y sus obras dramáticas hasta que, finalmente, se convirtió en una persona más notoria que su marido. Esta fama se basó principalmente en una serie de canciones que se tocaron mucho durante su vida y de comedias de tipo sajón y tragedias que en un principio publicó de forma anónima. Su obra más conocida es la sátira Die Pietisterey im Fischbein-Rocke en la que atacaba el pietismo, las presunciones de mujeres pretenciosamente cultas y relata la lucha entre pietistas y luteranos.
Desde 1760 sufría de fiebre psicógena. En las cartas que publicó póstumamente su amiga Dorothea, sugirió que la causa más profunda de su enfermedad era su trabajo ininterrumpido, su matrimonio infeliz y las humillaciones causadas por los asuntos de su marido. El 26 de junio de 1762 murió en Leipzig después de varios derrames cerebrales y parálisis parcial.